# Tour des Pouilles
Le Tour des Pouilles (en italien : Giro di Puglia) est une ancienne course cycliste par étapes italienne disputée de 1972 à 1998 dans les Pouilles. Giuseppe Saronni est le seul coureur parvenu à s'y imposer à trois reprises.

## Palmarès
| Année   | Vainqueur                | Deuxième                 | Troisième                |
| ------- | ------------------------ | ------------------------ | ------------------------ |
| 1972    | Franco Bitossi           | Gösta Pettersson         | Tomas Pettersson         |
| 1973    | Felice Gimondi           | Franco Bitossi           | Michele Dancelli         |
| 1974    | Fabrizio Fabbri          | Ole Ritter               | Sigfrido Fontanelli      |
| 1975    | Giovanni Battaglin       | Franco Bitossi           | Constantino Conti        |
| 1976    | Francesco Moser          | Miguel María Lasa        | Gianbattista Baronchelli |
| 1977    | Pierino Gavazzi          | Marino Basso             | Giuseppe Saronni         |
| 1978    | Giuseppe Saronni         | Francesco Moser          | Wladimiro Panizza        |
| 1979    | Roger De Vlaeminck       | Vittorio Algeri          | Silvano Contini          |
| 1980    | Giuseppe Saronni         | Gianbattista Baronchelli | Knut Knudsen             |
| 1981    | Gianbattista Baronchelli | Claudio Torelli          | Giovanni Mantovani       |
| 1982    | Alf Segersäll            | Vittorio Algeri          | Gianbattista Baronchelli |
| 1983    | Mario Noris              | Gianbattista Baronchelli | Vinko Polončič           |
| 1984    | Giovanni Mantovani       | Claudio Torelli          | Gianbattista Baronchelli |
| 1985    | Silvano Contini          | Fabrizio Verza           | Luciano Rabottini        |
| 1986    | Roberto Pagnin           | Giuseppe Saronni         | Dag Erik Pedersen        |
| 1987    | Guido Bontempi           | Roberto Visentini        | Ezio Moroni              |
| 1988    | Giuseppe Saronni         | Franco Chioccioli        | Stephan Joho             |
| 1989    | Angelo Lecchi            | Emanuele Bombini         | Fabrizio Convalle        |
| 1990    | Guido Bontempi           | Stefano Colagè           | Marco Vitali             |
| 1991    | Fabiano Fontanelli       | Enrico Zaina             | Marco Lietti             |
| 1992    | Dominique Arnould        | Gérard Rué               | Christophe Manin         |
| 1993    | Giuseppe Calcaterra      | Luca Gelfi               | Massimo Ghirotto         |
| 1994-95 | Non-disputé              | Non-disputé              | Non-disputé              |
| 1996    | Fabrizio Guidi           | Francesco Casagrande     | Stefano Colagè           |
| 1997    | Silvio Martinello        | Sergio Barbero           | Glenn Magnusson          |
| 1998    | Glenn Magnusson          | Massimo Donati           | Jaan Kirsipuu            |